# Kuocang (köpinghuvudort i Kina, Zhejiang Sheng, lat 28,86, long 120,98)
Kuocang (kinesiska: 括苍, 张家渡, 括苍镇) är en köpinghuvudort i Kina. Den ligger i provinsen Zhejiang, i den östra delen av landet, omkring 170 kilometer sydost om provinshuvudstaden Hangzhou. Antalet invånare är 29 509. Befolkningen består av 14 434 kvinnor och 15 075 män. Barn under 15 år utgör 20,0 %, vuxna 15-64 år 66 %, och äldre över 65 år 13,0 %.
Runt Kuocang är det tätbefolkat, med 411 invånare per kvadratkilometer. Närmaste större samhälle är Gucheng, 13,0 km öster om Kuocang. Trakten runt Kuocang består till största delen av jordbruksmark.
Genomsnittlig årsnederbörd är 2 144 millimeter. Den regnigaste månaden är augusti, med i genomsnitt 395 mm nederbörd, och den torraste är januari, med 73 mm nederbörd.